# ぷらっと☆ホーム
『ぷらっと☆ホーム』は、毎日放送ラジオ（MBSラジオ）で放送されていたラジオ番組。
なお放送開始・終了日などはあくまで暦日で表記しているため、注意のこと。

## 概要
放送時間は毎週火曜日から金曜日（月曜 - 木曜深夜）の1時00分から1時30分に曜日ごとに異なる出演者・内容で放送されていた。番組タイトルは、放送時間を列車（各番組）が到着するプラットホームにみたてたもの。
主な歴史
2006年10月3日火曜日（月曜深夜）番組開始。
2007年1月9日火曜日（月曜深夜） - 2月9日金曜日（木曜深夜）は、MBSラジオ高石送信所工事のため放送休止。休止期間中に特別番組は放送されず。
2007年春の改編、7月に水曜日（火曜深夜）と金曜日（木曜深夜）の内容がそれぞれ一新される。
2007年秋の改編の9月28日をもって放送終了となった。

## 月曜日

### 松本美香のアイドルラジオ
パーソナリティ
- 松本美香
- 伊藤広（MBSアナウンサー）

内容
2006年10月3日放送開始。2007年9月25日放送終了。以後は「丑バラ」枠で「ドキッ!女だらけのアイドルラジオ」として不定期に放送。

## 火曜日

### なすなか80’
パーソナリティ
- なすなかにし（中西茂樹・那須晃行）

内容
読み方は「なすなかえいてぃーす」。
1980年代のうち1年を振り返り、1つの話題を取り上げるトーク番組。
日曜深夜に放送されていた「なすなかにし ド深夜 生アニソン!」がリニューアルされレギュラー化。
2006年10月4日放送開始、2007年3月28日終了。

### ウサンな!$10
パーソナリティ
- $10（浜本広晃・白川悟実）

内容
世の中の様々な胡散臭い（ウサンな）事を取り上げ検証する番組。
2007年4月4日放送開始。2007年6月27日終了。

### なすなか頂上決戦！
パーソナリティ
- なすなかにし（中西茂樹・那須晃行）

内容
3ヶ月間の充電を経て同時間帯を再び担当。毎週異なるテーマを取り上げ、その頂上を決めるトーク番組。
2007年7月4日放送開始、2007年9月26日放送終了。

## 水曜日

### ますだおかだ寺田のBaseBall Kid’s
パーソナリティ
- ますだおかだ（岡田圭右・増田英彦）
- 寺田有希

『ますだおかだ寺田のベースボールキッズ』を参照。

## 木曜日

### ミステリートレイン
内容
パーソナリティが2週ごとに交代していくシステム。
2006年10月6日放送開始、2007年3月30日終了。
出演者
2006年
- 10月6日…コダマックス (コダマセントラルステーション)、里中あや
- 10月13日/20日…大網亜矢乃、太田彩乃、伊藤あい、滝ありさ
- 10月27/11月3日…DJトラ、武田真理子、太田彩乃
- 11月10日/17日…まこと、美勇伝 (三好絵梨香・岡田唯)
- 11月24日/12月1日…COWCOW (多田健二・山田與志)、里中あや、星野加奈
- 12月8日/15日…まこと、カントリー娘。 (あさみ・みうな・里田まい)
- 12月22日…COWCOW(多田健二・山田與志)、美奈斗
- 12月29日…KIYO (レゲエダンサー)

2007年
- 2月16日/23日…佐藤祐基、加藤和樹
- 3月16日/23日…北澤豪、吉澤ひとみ、里田まい
- 3月30日…コダマック (コダマセントラルステーション)、九州男

### やまなかわた
パーソナリティ
- 山中真（MBSアナウンサー）
- 河田直也（MBSアナウンサー）

内容
冒頭にパーソナリティの先輩アナウンサーからのメッセージが流れ、それについてトークする番組。唯一の生放送番組。
2007年4月6日放送開始。2007年6月29日終了。
番組終了3ヵ月後の2007年10月に「MBSどっと!アナ」枠で「魁!やまなかわた」として復活。

### 番組名無し
パーソナリティ
- 杉浦美帆
- 山本優希

内容
個別の番組名は付けられなかった。
2007年7月6日放送開始。2007年9月28日放送終了。